# Bibliothèque nationale d'Azerbaïdjan
La  Bibliothèque nationale d'Azerbaïdjan (azéri : Azərbaycan Milli KitabxanasıAzərbaycan Milli Kitabxanası;  russe: Aзербайджанская национальная библиотека), située à Bakou, est la plus grande bibliothèque de l'Azerbaïdjan, l'une des plus célèbres et des plus grandes du Caucase. L'institution a également les archives nationales de l'Azerbaïdjan.

## Histoire
L'inauguration de la bibliothèque a lieu le 23 mai 1923. En 1939, la bibliothèque a été renommée en l'honneur de l'intellectuel, dramaturge et éditeur azéri Mirza Fatali Akhoundov.
La bibliothèque nationale comprend aujourd'hui 25 départements et 26 secteurs. Dans le fonds de la bibliothèque sont stockés 4 513 000 publications et pièces. En 2005 le cabinet des ministres d'Azerbaïdjan l'attribue le statut de « nationale ».
La bibliothèque recueille et enregistre les publications nationales publiées par les maisons d'édition d'Azerbaïdjan et de l'extérieur, ainsi que les œuvres d'auteurs azerbaïdjanais et étrangers. En 2005, sur la base des exemplaires légaux publiés par les différentes maisons d'édition et des imprimeries, la bibliothèque a publié un annuaire des «Livres de l'Azerbaïdjan» en 1990, 1991, 2000 et 2001.
La bibliothèque exploite un système de gestion informatisée depuis 2003. Pour ce faire, elle fait emploi de l'outil de VTLS — Virtua. Elle poursuit l'édition d'un catalogue électronique des fonds de la bibliothèque nationale et a entamé la numérisation des livres conservés dans le fonds de la bibliothèque.
En 2005, la bibliothèque est devenue membre de l'organisation internationale « Conférence européenne des bibliothèques nationales ».

## L'architecture du bâtiment de la bibliothèque
Le bâtiment moderne de la bibliothèque a été construit en 1960, selon le projet de Mickaël Ousseinov, et inauguré l'année suivante. Des sommités ont assisté à son inauguration, comme l'écrivain Souleïman Raguimov ou le président de l'académie d'Azerbaïdjan, Ioussif Mamedaliev. 
La façade sud du bâtiment de la bibliothèque donne sur la rue Khagani avec vue sur le jardin Sakhil, et à l'est sur la rue Rachid Beïboutov. Ces façades sont ornées et dans les loges de la grande terrasse, elles présentent des statues de diverses personnalités de la culture de l'Azerbaïdjan et de la culture mondiale, comme le poète de la littérature persane Nizami Ganjavi, le poète géorgien Chota Roustaveli, le poète russe Alexandre Pouchkine, le scientifique russe Dmitri Ivanovitch Mendeleïev (sculpteur — Elmir Housseïnov), le miniaturiste Hassan-bey Zerdabi, l'écrivain russe Maxime Gorki, le compositeur azerbaïdjanais Ouzeyir Hadjibeïov, le poète Vourgoun, la poétesse Mehseti Ganjavi, le chef d'orchestre azerbaïdjanais et compositeur Niyazi, le chanteur d'opéra Bülbül (sculpture de Namig Dadachov), le poète Rassoul Rzy, le poète azéri Mirza Alekper Sabir, l'architecte médiéval Ajami Nahçıvani (sculpture de Zakhir Akhmedov), de Sultan Mohammed. Les statues de Bülbül, Rassoul Rzy, Ajami Nahçıvani, Sabir et du Sultan Mohammed, sont situées sur le fronton de la loggia de la façade orientale et ont été installés plus tard.